# Okrug Donji
Okrug Donji ili Okruk Donji, kako ga mještani zovu, je mjesto u Splitsko-dalmatinskoj županiji, na zapadnom dijelu otoka Čiova, jugozapadno od Trogira, općina Okrug. 
Mjesto ima 280 stanovnika. U mjestu se nalazi kapela sv. Ivana Krstitelja.

## Stanovništvo
| broj stanovnika |       |       | 55    | 71    | 104   | 94    |       |       | 147   | 143   | 146   | 106   | 97    | 126   | 213   | 268   | 235   |
|                 | 1857. | 1869. | 1880. | 1890. | 1900. | 1910. | 1921. | 1931. | 1948. | 1953. | 1961. | 1971. | 1981. | 1991. | 2001. | 2011. | 2021. |

## Znamenitosti
- Crkva sv. Ivana Krstitelja, zaštićeno kulturno dobro